# 가야바초역
가야바초역(일본어: 茅場町駅, かやばちょうえき)은 일본 도쿄도 주오구에 있는 철도역이다.
히비야 선과 도자이 선의 환승역으로, 역 번호는 H 13(히비야 선), T 11(도자이 선)이다.

## 역 구조
지하역에서 히비야 선은 상대식 승강장 2면 2선, 도자이 선은 섬식 승강장 1면 2선의 구조이다.

### 승강장
| 1 | ○ 히비야 선 | 긴자・롯폰기・나카메구로 방면                |
| 2 | ○ 히비야 선 | 우에노・기타센주・미나미쿠리하시 방면        |
| 3 | ○ 도자이 선 | 니시후나바시・쓰다누마・도요 가쓰타다이 방면 |
| 4 | ○ 도자이 선 | 니혼바시・오테마치・나카노・미타카 방면      |

## 역 주변
- 도쿄 증권거래소
- 니혼바시
- 일본증권금융
- 다이코 증권 비지니스 도쿄 본부
- 도쿄 증권회관
- 경시청 중앙경찰서
- 도쿄 소방청 니혼바시 소방서
- 니혼바시가야바초 우체국
- 신바시도리

## 역사
- 1963년 2월 28일: 히비야 선의 역이 영업 개시.
- 1967년 9월 14일: 도자이 선의 역이 영업 개시, 환승역이 되다.
- 1980년: 히비야 선 승강장 역 냉방 시작.
- 1981년: 도자이 선 승강장 역 냉방 시작.
- 2004년 4월 1일: 도쿄 지하철 민영화.
- 2006년 4월 1일: 현업 부문의 관리구역제 도입으로, 우에노 역무구역, 아키하바라 역무구역, 가야바초 역무구역을 통합하여 우에노 관리구역이 발족. 우에노 관리구역의 가야바초 지역관리 역이다.
- 2020년 6월 6일: 히비야 선에 도라노몬 힐스 역이 영업을 개시함에 따라 히비야 선의 역 번호를 H 12에서 H 13으로 변경.

## 인접역
| 도쿄 메트로 히비야 선         | 도쿄 메트로 히비야 선 | 도쿄 메트로 히비야 선            |
| ----------------------------- | --------------------- | -------------------------------- |
| H 12 핫초보리 나카메구로 방면 | 히비야 선             | 닌교초 H 14 기타센주 방면        |
| 도쿄 메트로 도자이 선         |                       |                                  |
| T10 니혼바시 나카노 방면      | 도자이 선             | T12 몬젠나카초 니시후나바시 방면 |